# Гольцман, Генрих Юлиус
Генрих Юлиус Гольцман (нем. Heinrich Julius Holtzmann; 17 мая 1832, Карлсруэ, Баден-Вюртемберг — 4 августа 1910, Баден-Баден) — немецкий протестантский богослов, педагог, специалист в области Нового Завета. Один из выдающихся представителей критического библейского богословия в Германии в конце XIX века.

## Биография
Сын теолога Карла Юлиуса Гольцмана. Образование получил в Берлине.
С 1861 года был профессором богословия в университете Гейдельберга.
В 1874 г. был назначен ординарным профессором Страсбургского университета (ректор в 1878/1879 г.). Читал курс лекций по Новому Завету в университете Страсбурга с 1874 по 1904 год.
Умеренно либеральный богослов, стал известен как критик и экзегет Нового Завета, автор «Die Synoptiker» (Комментарий к синоптикам; 1889; 3-е изд., 1901), «Evangelium, Briefe und Offenbarung des Johnnes». (Книги Иоанна; 1890 г.; 2-е изд., 1893 г.) и «Apostelgeschichte» (Деяния апостолов; 3-е изд., 1901 г.) в серии «Handkommentar zum Neuen Father».
Среди прочего, написал Lehrbuch der historisch kritische Einleitung in das Neue Father (1885; 3-е издание 1892 г.) и (совместно с Цёпффелем) «Lexikon für Theologie und Kirchenwesen» (1882; 3-е издание 1895 г.). В 1893—1900 годах опубликовал «Theologischer Jahresbericht».
Был женат на дочери историка Георга Вебера.